# Agar bilis esculina

Esculina

Agar bilis esculina  (por sus siglas en inglés, BEA) es un medio selectivo y diferencial que se usa para aislar e identificar un gran número de miembros del género Enterococcus, y también Streptococcus del grupo D., agar selectivo para el aislamiento de salmonella, especialmente thypi.

## Composición y proceso
Las sales biliares son el ingrediente selectivo, mientras que la esculina es el componente diferencial. Los Enterococcus hidrolizan la esculina en unos subproductos que reaccionan con el citrato férrico que contiene el medio, produciendo sales insolubles de hierro que resultan en un ennegrecimiento del medio. 
Los resultados del test deben ser interpretados junto a una morfología de tinción de Gram.

## Uso
La Agar Bilis Esculina se usa preferentemente para diferenciar entre Enterococcus y Streptococcus. Los miembros del género Enterococcus son capaces de crecer en presencia de un 40% de bilis (oxgall) e hidrolizar la esculina para formar glucosa y esculetina. La esculetina se combina con iones de hierro formando finalmente un complejo de color negro.
En algunos casos, ciertas bacterias son capaces de hidrolizar la esculina. Una placa que contenga esculina aparecerá fluorescente bajo luz ultravioleta. Algunas bacterias pueden hidrolizarlo, produciendo colonias oscuras bajo luz ultravioleta, al contrario que las claras.
Cuando se descubren nuevas técnicas en la identificación de enterococos, normalmente se comparan con el uso de la bilis esculina.